# Novîi Kalkaiiv, Semenivka
Novîi Kalkaiiv (în ucraineană Новий Калкаїв) este un sat în comuna Narijjea din raionul Semenivka, regiunea Poltava, Ucraina.

## Demografie
Componența lingvistică a localității Novîi Kalkaiiv
     Ucraineană (97,57%)
     Rusă (2,43%)
Conform recensământului din 2001, majoritatea populației localității Novîi Kalkaiiv era vorbitoare de ucraineană (97,57%), existând în minoritate și vorbitori de rusă (2,43%).